# Марадона: Рука Бога (фільм)
«Марадона: Рука Бога» — фільм 2007 року.

## Зміст
Назва фільму пішла від одного з найзнаменитіших футбольних голів в історії, забитого на чемпіонаті світу в 1986 році. Його автор – Дієго Марадона, за голосуванням на сайті ФІФА – найкращий футболіст XX століття. Саме про Дієго Марадону розповідає фільм, про його неймовірну кар'єру й успіхи, про те, що пережила ця відома людина.